# Фалконейр (Техас)
Фалконейр (англ. Falconaire) — переписна місцевість (CDP) в США, в окрузі Старр штату Техас. Населення — 92 особи (2020).

## Географія
Фалконейр розташований за координатами 26°33′4″ пн. ш. 99°7′1″ зх. д. / 26.55111° пн. ш. 99.11694° зх. д. (26.551121, -99.116881).  За даними Бюро перепису населення США в 2010 році переписна місцевість мала площу 0,51 км², уся площа — суходіл.

## Демографія
Згідно з переписом 2010 року, у переписній місцевості мешкали 132 особи в 39 домогосподарствах у складі 36 родин. Густота населення становила 261 особа/км².  Було 40 помешкань (79/км²).
Расовий склад населення:
| - 99,2 % — білих - 0,8 % — чорних або афроамериканців |

До двох чи більше рас належало 0,0 %. Частка іспаномовних становила 100,0 % від усіх жителів.
За віковим діапазоном населення розподілялося таким чином: 29,5 % — особи молодші 18 років, 57,6 % — особи у віці 18—64 років, 12,9 % — особи у віці 65 років та старші. Медіана віку мешканця становила 31,5 року. На 100 осіб жіночої статі у переписній місцевості припадало 94,1 чоловіків;  на 100 жінок у віці від 18 років та старших — 89,8 чоловіків також старших 18 років.
За межею бідності перебувало 100,0 % осіб, у тому числі 100,0 % дітей у віці до 18 років та 100,0 % осіб у віці 65 років та старших.
Цивільне працевлаштоване населення становило 33 особи. Основні галузі зайнятості: освіта, охорона здоров'я та соціальна допомога — 45,5 %.